# Auzat
 Auzat  es una población y comuna francesa, en la región de Mediodía-Pirineos, departamento de Ariège, en el distrito de Foix y cantón de Vicdessos.
Es fronteriza con España y Andorra.

## Demografía
| 1030 | 949 | 798 | 847 | 760 | 666 |
| Para los censos de 1962 a 1999 la población legal corresponde a la población sin duplicidades (Fuente: INSEE [Consultar]) |     |     |     |     |     |